# Bacanius tantillus
Bacanius tantillus är en skalbaggsart som beskrevs av J. L. Leconte 1853. Bacanius tantillus ingår i släktet Bacanius och familjen stumpbaggar. Inga underarter finns listade i Catalogue of Life.